# 高塚町 (豊橋市)
高塚町（たかつかちょう）は、愛知県豊橋市の地名。

## 地理
豊橋市南部に位置する。東は西七根町、西は伊古部町、南は遠州灘に接する。

### 河川
- 高塚川[1]
- 豊川用水東部幹線水路[1]

### 字一覧
- 荒谷（あらや）[WEB 5]
- 石神（いしがみ）[WEB 5]
- 一ノ沢（いちのさわ）[WEB 5]
- 井原（いはら）[WEB 5]
- 大荒子（おおあらこ）[WEB 5]
- 大崎海道（おおさきかいどう）[WEB 5]
- 御屋敷（おやしき）[WEB 5]
- 北笹原（きたささはら）[WEB 5]
- 楠ケ谷（くすがや）[WEB 5]
- 小六田（ころくだ）[WEB 5]
- 郷中（ごうなか）[WEB 5]
- 笹原（ささはら）[WEB 5]
- 寒サ（さむさ）[WEB 5]
- 神田（じんでん）[WEB 5]
- 鶴ケ瀬（つるがせ）[WEB 5]
- 道天下（どうでんした）[WEB 5]
- 中一ノ溝（なかいちのみぞ）[WEB 5]
- 中保部（なかほうべ）[WEB 5]
- 長沢（ながさわ）[WEB 5]
- 名操（なぐり）[WEB 5]
- 西石神（にしいしがみ）[WEB 5]
- 西一ノ溝（にしいちのみぞ）[WEB 5]
- 西大山（にしおおやま）[WEB 5]
- 西方（にしがた）[WEB 5]
- 二ノ沢（にのさわ）[WEB 5]
- 祢宜免（ねぎめん）[WEB 5]
- 乗越（のりこし）[WEB 5]
- 東大縄手（ひがしおおなわて）[WEB 5]
- 東大山（ひがしおおやま）[WEB 5]
- 東道天下（ひがしどうてんした）[WEB 5]
- 東保部（ひがしほうべ）[WEB 5]
- 広坪（ひろつぼ）[WEB 5]
- 三ツ合（みつあい）[WEB 5]

## 歴史

### 地名の由来
高巣鹿別王の名前に由来するという。

### 人口の変遷
国勢調査による人口および世帯数の推移。
| 1995年（平成7年）  | 139世帯 670人 |  |
| 2000年（平成12年） | 142世帯 628人 |  |
| 2005年（平成17年） | 142世帯 618人 |  |
| 2010年（平成22年） | 150世帯 620人 |  |
| 2015年（平成27年） | 151世帯 577人 |  |

### 沿革
- 慶長9年 - 三河国渥美郡高塚村が野依村より分立[2]。当初は幕府領[2]。
- 元和9年 - 旗本戸田氏の知行となる[2]。
- 1878年（明治11年） - 渥美郡豊南村の一部となる[3]。
- 1884年（明治17年） - 渥美郡豊南村から同郡高塚村が独立[3]。
- 1889年（明治22年） - 高根村大字高塚となる[3]。
- 1906年（明治39年） - 高豊村大字高塚となる[3]。
- 1955年（昭和30年） - 豊橋市高塚町となる[3]。
- 1967年（昭和42年） - 一部が若松町に編入される[3]。
- 1976年（昭和51年） - 一部が伊古部町に編入される[3]。

## 交通
- 愛知県道伊良湖岬白須賀線[1]

## 施設
- 高豊郵便局[1]
- NTT高豊電話局[1]
- 高塚保育園[1]
- 豊橋市南部農協高塚支店[1]
- 菟頭神社[1]

### WEB
1. ↑  “愛知県豊橋市の町丁・字一覧”.   人口統計ラボ. 2023年4月13日閲覧。
2. ↑  総務省統計局 (2017年1月27日). “平成27年国勢調査の調査結果(e-Stat) - 男女別人口及び世帯数 －町丁・字等” (CSV). 2021年7月21日閲覧。
3. ↑  “愛知県豊橋市の郵便番号一覧”.   日本郵便. 2023年4月13日閲覧。
4. ↑  “市外局番の一覧” (PDF).   総務省 (2022年3月1日). 2022年3月22日閲覧。
5. 1 2 3 4 5 6 7 8 9 10 11 12 13 14 15 16 17 18 19 20 21 22 23 24 25 26 27 28 29 30 31 32 33  “愛知県豊橋市 住所一覧から地図を検索”.   ONE COMPATH. 2023年8月17日閲覧。
6. ↑  総務省統計局 (2014年3月28日). “平成7年国勢調査の調査結果(e-Stat) - 男女別人口及び世帯数 －町丁・字等” (CSV). 2021年7月20日閲覧。
7. ↑  総務省統計局 (2014年5月30日). “平成12年国勢調査の調査結果(e-Stat) - 男女別人口及び世帯数 －町丁・字等” (CSV). 2021年7月20日閲覧。
8. ↑  総務省統計局 (2014年6月27日). “平成17年国勢調査の調査結果(e-Stat) - 男女別人口及び世帯数 －町丁・字等” (CSV). 2021年7月21日閲覧。
9. ↑  総務省統計局 (2012年1月20日). “平成22年国勢調査の調査結果(e-Stat) - 男女別人口及び世帯数 －町丁・字等” (CSV). 2021年7月21日閲覧。
10. ↑  総務省統計局 (2017年1月27日). “平成27年国勢調査の調査結果(e-Stat) - 男女別人口及び世帯数 －町丁・字等” (CSV). 2021年7月21日閲覧。

### 書籍
1. 1 2 3 4 5 6 7 8 9 10  「角川日本地名大辞典」編纂委員会 1989, p. 1789.
2. 1 2 3 4  「角川日本地名大辞典」編纂委員会 1989, p. 777.
3. 1 2 3 4 5 6 7  「角川日本地名大辞典」編纂委員会 1989, p. 778.